# Bandiera della Guyana francese

Il tricolore francese, bandiera ufficiale della Guyana francese.

L'unica bandiera ufficiale della regione-dipartimento d'oltremare della Guyana francese è la bandiera della Francia. Tuttavia sono state proposte negli anni diverse altre bandiere. La bandiera dipartimentale adottata fino al 2015 dal Conseille Général (Consiglio Generale) è divisa a metà con una linea diagonale da sinistra in alto a destra in basso ed ha al centro una stella. È composta seguenti colori: il verde del triangolo superiore rappresenta le foreste, il giallo di quello inferiore rappresenta l'oro e gli altri minerali della regione, mentre la stella rossa al centro rappresenta il socialismo. La bandiera è identica a quella dei sindacati indipendentisti UGT e MDES ed è utilizzata come bandiera a livello locale.

## Galleria d'immagini

La bandiera dipartimentale adottata dal Conseille Général dal 2010 al 2015
La bandiera con lo stemma della Guyana